# Puntate di The Outsider (miniserie televisiva)
Le puntate della miniserie televisiva The Outsider sono state trasmesse negli Stati Uniti sul canale via cavo HBO dal 12 gennaio all'8 marzo 2020.
La puntata Bevitore di lacrime è stata resa disponibile in anteprima il 31 gennaio 2020 sulle piattaforme digitali HBO.
In Italia, la miniserie è andata in onda sul canale satellitare Sky Atlantic dal 17 febbraio al 16 marzo 2020.
| nº | Titolo originale                  | Titolo italiano               | Prima TV USA     | Prima TV Italia  |
| -- | --------------------------------- | ----------------------------- | ---------------- | ---------------- |
| 1  | Fish in a Barrel                  | Troppo facile                 | 12 gennaio 2020  | 17 febbraio 2020 |
| 2  | Roanoke                           | Roanoke                       | 12 gennaio 2020  | 17 febbraio 2020 |
| 3  | Dark Uncle                        | Zio oscuro                    | 19 gennaio 2020  | 24 febbraio 2020 |
| 4  | Que Viene el Coco                 | Que Viene el Coco             | 26 gennaio 2020  | 24 febbraio 2020 |
| 5  | Tear-Drinker                      | Bevitore di lacrime           | 2 febbraio 2020  | 2 marzo 2020     |
| 6  | The One About the Yiddish Vampire | La storia del vampiro Yiddish | 9 febbraio 2020  | 2 marzo 2020     |
| 7  | In the Pines, In the Pines        | In the Pines, In the Pines    | 16 febbraio 2020 | 9 marzo 2020     |
| 8  | Foxhead                           | Testa di volpe                | 23 febbraio 2020 | 9 marzo 2020     |
| 9  | Tigers and Bears                  | Tigri e orsi                  | 1º marzo 2020    | 16 marzo 2020    |
| 10 | Must/Can't                        | Ti riconosco                  | 8 marzo 2020     | 16 marzo 2020    |

## Troppo facile
- Titolo originale: Fish in a Barrel
- Diretta da: Jason Bateman
- Scritta da: Richard Price

### Trama
A Cherokee City, in Georgia, il cadavere mutilato di Frank Peterson, un bambino, viene trovato morto e coperto di saliva e segni di morso umano. Il detective locale Ralph Anderson identifica rapidamente delle prove schiaccianti che indicano come colpevole l'allenatore della squadra di baseball del bambino, Terry Maitland, supportato dalla testimonianza di una bambina che gli ha chiesto della giacca e la bocca sporche di sangue e di una donna che lo ha visto su un van bianco nei pressi del luogo del ritrovamento del cadavere, oltre a filmati di telecamere di sicurezza.
Il detective Ralph, il cui figlio morto di recente è stato allenato da Terry, è particolarmente toccato dal fatto e decide di farlo arrestare pubblicamente durante una partita di campionato giovanile.
Terry insiste sulla sua innocenza e sua moglie Glory coinvolge prontamente il loro avvocato di famiglia, Howard Salomon.
Alec Pelley, un investigatore privato assunto da Salomon, mette subito in evidenza la prova che Terry al momento dell'omicidio era ad una conferenza fuori città, con filmati in cui Terry parlava alla conferenza. Da entrambe le parti esistono dunque prove estremamente decisive ma contraddittorie: i filmati in cui si vede Terry durante la conferenza che provano la sua innocenza e le sue impronte sul bambino ucciso e la sua bicicletta che lo condannerebbero.
Salomon è certo che Terry verrà rilasciato, ma l'accusato viene lasciato in prigione in attesa di presentarsi davanti al giudice, esposto alle minacce degli altri detenuti. Una notte Gloria scopre che la figlia minore soffre di incubi circa un uomo nella sua stanza che le dice "cose cattive".
Nel frattempo, la famiglia Peterson, a seguito dell'assassinio del figlio, si disintegra: la madre di Frank, che soffre di un esaurimento emotivo, ha un malore e finisce in ospedale.
- Ascolti USA: telespettatori 724.000 – rating 18-49 anni 0,2%[4]

## Roanoke
- Titolo originale: Roanoke
- Diretta da: Jason Bateman
- Scritta da: Richard Price

### Trama
Il detective Ralph incontra Terry in prigione ed ammette che la sua decisione repentina di arrestarlo davanti al pubblico della partita di baseball sia stata discutibile. Il giorno successivo, Joy Peterson, la madre della vittima, muore in ospedale di infarto dopo essere crollata a casa. Mentre Terry arriva in tribunale per il colloquio davanti al giudice, il fratello del ragazzo assassinato apre il fuoco, ferendo mortalmente Terry prima di essere ucciso da Ralph. Al momento della morte, ribadisce ancora la propria innocenza. Un uomo deforme e incappucciato, già presente fuori della casa dei Peterson nel momento del malore della madre, osserva da lontano la scena.
Fred Peterson, il padre del bambino assassinato, l'unico membro sopravvissuto della famiglia, tenta il suicidio impiccandosi, ma rimane in coma essendo salvato da una persona che, per caso, passava davanti alla sua casa. Ralph viene sospeso e gli viene suggerito di cominciare a frequentare uno psicologo, mentre alla polizia gli subentra un altro detective, Jack Hoskins.
Il caso continua a ossessionare Ralph, che indaga sul furgone bianco usato dall'assassino e scopre che questo mezzo si trovava nella stessa posizione dei Maitlands durante un viaggio di famiglia fatto all'inizio di quell'anno. Mentre interroga una riluttante Gloria su quel viaggio, Ralph apprende da sua figlia maggiore che Terry aveva un piccolo taglio al polso, presumibilmente fatto da un infermiere nella casa di cura di suo padre, durante una visita della famiglia.
Nella scena finale un contadino scopre una pila di abiti usati e lasciati in un fienile che corrispondono a quelli che Terry ha indossato nei filmati di sicurezza dopo l'omicidio.
- Ascolti USA: telespettatori 603.000 – rating 18-49 anni 0,1%[4]

## Zio oscuro
- Titolo originale: Dark Uncle
- Diretta da: Andrew Bernstein
- Scritta da: Richard Price

### Trama
La scientifica entra nel fienile e preleva tutti i vari oggetti e prove forensi.
Il detective Jack Hoskins viene chiamato per andare al fienile, ma prima si fa una bevuta al locale di spogliarelliste.
Il detective Ralph che è in congedo continua le sue indagini da solo.
Quando Jack arriva al fienile è ormai sera ed è da solo. Quando entra però qualcosa lo colpisce più volte al collo e una volta a casa lo disinfetta ma prova molto dolore.
Il tenente Yunis Sablo parla con Ralph e gli fa vedere le prove raccolte al fienile. Si sono accorti che le impronte sono quelle di Terry ma come se fossero di un vecchio ottantenne, oltre ad altri fluidi che non sanno cosa siano.
Le figlie di Terry vengono allontanate dalla scuola perché bullizzate per via del padre.
Intanto gli investigatori, insieme ad Alec Pelley e all'avvocato Howard decidono di assumere Holly Gibney, una "particolare" investigatrice, per ripercorrere la strada del furgone bianco.
Holly, dopo aver visto i documenti spiega la sua teoria: Terry ha un "doppleganger", un doppione in carne ed ossa, uguale in tutto all'originale.
Jessa, la figlia piccola di Terry, continua a dire di parlare con un "uomo" e che questi ha un messaggio per Ralph. La madre è convinta che sia solo un sogno, ma lo fa chiamare e parlando con lei scoprono che ha visto questo "uomo" per 4 volte, che assomiglia al padre, che non è buono e che ogni volta ha un aspetto diverso.
Facendo ricerche sul computer Holly vede la notizia dell'omicidio di due sorelle e poi dell'arresto di un tizio che si trova in prigione e che, dato che lo considerano un omicida di bambini, subisce un agguato ma prima di essere colpito si taglia la gola con una lente di occhiale che aveva affilato lui stesso.
Nell'ultima scena il detective Hoskins ha la ferita alla testa sempre più virulenta e dolorante e ripete continuamente "farò tutto quello che vuoi".
- Ascolti USA: telespettatori 858.000 – rating 18-49 anni 0,1%[5]

## Que Viene el Coco
- Titolo originale: Que Viene el Coco
- Diretta da: Andrew Bernstein
- Scritta da: Richard Price

### Trama
Holly sta indagando sul passato di Heath, l'inserviente che lavorava nella casa di riposo dove si trovava il padre di Terry.
Scopre che anche lui, nel momento in cui vengono uccise le bambine del cui omicidio era accusato, si trovava sia intorno al luogo dell'omicidio sia in ferie da tutt'altra parte con la madre.
Holly informa Ralph delle novità e poi segue l'infermiera all'ingresso della casa di riposo per carpire informazioni e questa le spruzza lo spray al peperoncino, per poi capire che non è una giornalista e aiutarla sia con gli occhi che con le indagini. Le dice che nonostante lui fosse in ferie dalla madre, era tornato al lavoro ma era strano e taciturno e poi conferma il fatto che si era scontrato con Terry davanti alla stanza del padre. Dopo aver nuovamente informato Ralph, lui cerca nuovi indizi dalle telecamere, mentre Holly va dal padre di Terry che, tra i vari sfarfugliamenti dovuti all'alzheimer, dice "non era lui. Vi ha fregati per bene".
Holly si incontra con Andy Katcavage per parlare del caso di Heath che aveva seguito due anni prima. Lui le dice che avevano trovato il suo DNA alla clinica che combaciava e altre prove evidenti a casa della madre che subito dopo la perquisizione si suicida. Anche il fratello di Heath muore poco dopo di overdose, così come la madre e il nonno delle bambine uccise. I due poi si separano e lei lo bacia.
Grazie ad un'intuizione di una barista, Holly fa ulteriori controlli e scopre un altro collegamento con Heath, che a febbraio aveva fatto un viaggio e aveva forse conosciuto una certa Maria Caneles, che a New York avrebbe ucciso un ragazzino. Va a trovarla in carcere e da lei scopre che l'aveva visto e gli aveva dato un appuntamento per colazione ma di avergli dato buca, mentre una persona uguale a lei l'aveva incontrato e durante il sesso l'aveva ferito alla spalla. Durante il colloquio un'altra signora ascolta, le lascia il suo indirizzo e quando si incontrano le parla del mito di "El Coco", l'uomo nero, che non solo uccide i bambini ma si nutre del dolore di chi rimane. Infatti, quasi tutti i parenti delle vittime o dei presunti assassini sono morti.
Nel frattempo il ragazzino che aveva rubato il furgone bianco va a confessare a Ralph e agli altri di aver visto l'uomo che l'aveva  preso. Non Terry, bensì un essere ben più terrificante.
- Ascolti USA: telespettatori 988.000 – rating 18-49 anni 0,2%[6]

## Bevitore di lacrime
- Titolo originale: Tear-Drinker
- Diretta da: Igor Martinovic
- Scritta da: Richard Price

### Trama
- Ascolti USA: telespettatori 567.000 – rating 18-49 anni 0,1%[7]

## La storia del vampiro Yiddish
- Titolo originale: The One About the Yiddish Vampire
- Diretta da: Karyn Kusama
- Scritta da: Jessie Nickson-Lopez

### Trama
Viene convocata una riunione a cui partecipano, oltre ai quattro, anche Holly Gibney, la moglie di Terry, Jeannie e Jack Hoskins. Quest'ultimo chiede di aiutare e va a prendere Holly alla stazione degli autobus, perché ha avuto l'ordine nella sua testa di "fermarla".
Prima della riunione, Jeannie scopre che il suo identikit è quasi identico a quello disegnato dal ragazzino del furgone e così va a casa Maitland per farsi dare dettagli dalla piccola Jessa sull'aspetto delle sue "visioni" e fare tre nuovi identikit.
Alla riunione Holly spiega la sua teoria su "El Coco" e Glory Maitland manda tutti al diavolo e se ne va urlando. Jeanne e Holly continuano a parlare del caso mentre a Jack appaiono le parole "fermala" sulle mani.
Holly viene invitata a casa di Ralph e Jeannie e anche se Ralph non crede alla teoria, Jeannie le racconta della visita di El Coco a casa loro e con uno stratagemma Holly mostra come l'essere abbia lasciato un mucchio di impronte. Ralph ora comincia a ricredersi e le dice pure di aver visto in sogno il figlio morto che gli diceva "devi lasciarmi andare".
Intanto Jack dopo aver passato la notte a fare a botte con la madre morta, si cura le ferite e chiama Holly convincendola ad andare con lui nel fienile. Durante il viaggio lei vede le bolle sulla nuca e tenta di tornare indietro, ma Jack la costringe a proseguire.
- Ascolti USA: telespettatori 792.000 – rating 18-49 anni 0,2%[8]

## In the Pines, In the Pines
- Titolo originale: In the Pines, In the Pines
- Diretta da: Daina Reid
- Scritta da: Dennis Lehane

### Trama
La puntata si apre con la scena dall’alto di una vasta distesa di alberi e di un insetto capovolto. Inoltre si vede Andie partire da casa sua. La moglie di Anderson è preoccupata per Holly che è uscita presto senza dire nulla. Gloria telefona al suo avvocato per avvisarlo che sta per tornare al suo lavoro di venditrice immobiliare e lascia le figlie con la tutrice. Intanto Ralph cerca indizi su dove sia andata Holly nella camera in cui ha dormito e trova la foto del collo ferito di Tracey, il cugino di Heath, morto nella sparatoria. Holly, in auto con Jack che la costringe a proseguire, ascolta la confessione del poliziotto che le mostra la sua ferita sul collo e le dice di credere nell’esistenza dell’entità che lei sta cercando. La donna, che vede la pistola del poliziotto, gli chiede di portarla al fienile per poterlo aiutare, ma proprio in quel momento la ferita “richiama” Jack al suo compito di “fermarla”. Ralph comincia a chiamare tutti i conoscenti per capire dove sia Holly e dà appuntamento ad Alec a casa di Jack. Nel frattempo il proprietario dello strip, Claude, graffiato dalla copia di Terry vende il suo locale perché “non si sente più lui”. Giunti all’appartamento del poliziotto, Ralph e Alec trovano le stanze distrutte e con tracce evidenti di sangue così chiamano la polizia per segnalare che Jack può essere armato e pericoloso. Anderson si reca dalla sua ex collega e le chiede di parlarle di Jack e se qualcuno la minacci, ma lei si rifiuta di parlare annunciandogli di volersi far trasferire ai reati informatici dopo il rientro dalla maternità. Anche allo strip club non ricevono informazioni, ma riescono a sapere dalla polizia la posizione dei cellulari di Holly e Jack. Con una scusa Holly si ferma in un bagno lungo la strada e cerca di forzare la finestra per scappare. Attirato dal rumore, Jack va sul retro e lei riesce a sfuggirgli dal davanti nonostante lui tenti di spararle. Il poliziotto si allontana dalla stazione di benzina dopo aver distrutto il cellulare di Holly. Ralph e Alec si avvicinano al punto segnalato e quest’ultimo racconta di un episodio in cui da ragazzino, persosi nei boschi, si sentì chiamare per nome da qualcosa di malvagio. Gloria, resasi conto che non può lavorare, decide di fare causa a tutti i responsabili della morte del marito. Ralph e Alec raggiungono la stazione di benzina e vedono il cellulare distrutto di Holly. Jack nel frattempo è arrivato in un bosco dove cerca di suicidarsi con la pistola senza averne il coraggio. Holly, tornata a casa degli Anderson, racconta al gruppo ciò che le è accaduto spiegando che Jack tenta di contrapporsi al demone, ma senza risultato. Yunis le mostra la foto di Claude Bolton. Il poliziotto sale su un camion fermato con l’autostop che lo lascia per strada. Andie arriva a casa di Ralph e chiede di unirsi alle ricerche. La Gibney capisce che finora Ralph le ha nascosto di sapere che Claude era stato graffiato dalla copia di Terry. La stessa moglie di Ralph gli chiede di cambiare atteggiamento verso ciò che non riesce a comprendere razionalmente o di farsi da parte. Lui va dallo psicologo per rivolgergli domande su Dio e sulla natura del male, ricevendo, però, risposte del tutto razionali. Si ritorna alla scena dell’insetto capovolto e ad Holly che sogna di essere uccisa da Jack lanciando un urlo straziante.
- Ascolti USA: telespettatori 1.077.000 – rating 18-49 anni 0,2%[9]

## Testa di volpe
- Titolo originale: Foxhead
- Diretta da: J.D. Dillard
- Scritta da: Richard Price

### Trama
- Ascolti USA: telespettatori 978.000 – rating 18-49 anni 0,2%[10]